# Зоя Черкаська-Ннаді
Зоя Черкаська-Ннаді (івр. זויה צ'רקסקי; також Зоя Черкаські, Зоя Черкаскі-Ннаді, Зоя Черкаських; нар. 1976, Київ) — ізраїльська художниця українського походження, скульпторка, лауреатка премії Сандберґа за мистецтво 2020 року. Її роботи критично розглядають питання ідентичності особистості та суспільства, поточні події та історію єврейської та ізраїльської ідентичності та культури, а також саму сферу мистецтва. Роботи художниці зосереджені на власному досвіді, включаючи дитинство в УРСР та міграцію до Ізраїлю.

## Біографія
Зоя Черкаська народилася 1976 року в Києві, УРСР (з 1991 року — Україна). І батько, і дід (Анатолій Черкаський) були архітекторами, також відомим художником був родич — Абрам Черкаський, роботи якого зберігаються у Національному художньому музеї України. Вона змалку цікавилася малюванням й ходила у художні гуртки, з 10 років вона навчалася у Республіканській художній середній школі імені Т. Г. Шевченка (РХСШ), де одним із її вчителів був Аркадій Мільковицький.
У грудні 1991 році разом із родиною емігрувала до Ізраїлю за два тижні до розпаду Союзу. Батьки відразу знайшли роботу, а вона почала вчитися мистецтву у 9-му класі середньої художньої школи Тельми Єллін (Ґів'атаїм), яка відповідала рівню РХСШ. Методи навчання були радикально різні, тож подруги їй надсилали завдання із РХСШ, які вона виконувала додатково. Закінчивши навчання, вона вирішила не йди в армію, пізніше вона це пояснила так:
|  | Я не бачила себе солдатом в армії. Я ніколи не ходила у туфлях без [високих] підборів, а це не підходило до форми, також я була панком і мала довгий ланцюг від носа до вуха. Я пішла до [військового] психіатра (офіцера психічного здоров'я) [і отримала звільнення від служби через психічне здоров'я] замість того, щоб відсидіти військову службу у в'язниці Оригінальний текст (івр.) לא יכולתי לראות את עצמי כחיילת בצבא. מעולם לא הלכתי בנעליים ללא עקבים אז זה לא הסתדר עם המדים, גם הייתי פנקיסטית והייתה לי שרשרת ארוכה מן האף עד האוזן. הלכתי לקב"ן (קצין בריאות הנפש) במקום לבלות את שירותי הצבאי בכלא‬ |

У віці 18 років вона вступила в Школу візуального театру в Єрусалимі, але залишила її через два місяці.
У 1997 році вона почала навчання в художньому коледжі («Га-Мідраша») при академічному коледжі Бейт-Берла, який завершила 1999 року. Після зустрічі з директором художнього коледжу, художником Яїром Ґарбузом, її прийняли на третій курс разом із подругою Рут Немет. Вони писали та експонувалися як дует «Руті і Зоя» до 2001 року. У 2001 році Черкаська представила персональну виставку «Байдужий красень» (івр. היפהפה האדיש) в галереї Розенфельда.
У 2005—2009 роках жила і працювала в Берліні, де познайомилася із російським художником Авдієм Тер-Оганьяном, з яким пізніше у них була спільна виставка. Повернувшись до Ізраїлю, вона відчула потребу оновити свій особистий стиль та розробити новий живописний підхід і вирішила повернутися до живопису із спостереження. Такий спосіб безпосереднього живопису від безпосереднього спостереження спонукав її творити разом з художницями Наталією Зурабовою, Анною Лукашевською, Асією Лукіною (івр. אסיה לוקין) та Ольгою Кундіною (івр. אולגה קונדינה), які прийняли подібний підхід. Вони заснували групу «Новий Барбізон» у 2010 році.

### Судова справа
2016 року художник Федір Натаніель Безубов подав до суду на Черкаську за її висловлювання під його постами у соцмережах. Федір написав, що йому вдалося віднадити «„милу“ сім'ю еритрейців» (івр. משפחה „חמודה“ של אריטריים) від орендування сусіднього приміщення, Черкаська на це відписала, що:
|  | Якби Гітлера прийняли до Віденської академії образотворчих мистецтв, то він став би Федором Безубовим Оригінальний текст (івр.) לו היטלר היה מתקבל לאקדמיה לאמנויות בוינה, היה יוצא ממנו פיודר בזובוב |

У мировій угоді 2019 року вирішили, що Черкаська повинна виплатити художнику Федору Безубову компенсацію в розмірі 30 000 шекелів. У письмовому вибаченні Черкаська зауважила, що не порівнювала художника із Гітлером, а хотіла висловити думку, що з Гітлера «вийшов би художник з расистськими і екстреміськими поглядами» (івр. יצא ממנו צייר שמרני בעל דעות גזעניות וקיצוניות). Вона також додала, що:
|  | Для Федора Безубова чорні діти — це „демографічна загроза“, а для мене — дочка. Для нього мій чоловік — „інфільтрант“, а для мене — кохання мого життя Оригінальний текст (івр.) בשביל פיודור בזובוב הילדים השחורים הם 'איום דמוגרפי', בשבילי זאת הבת שלי. בשבילו בעלי הוא 'מסתנן' בשבילי הוא אהבת חיי |

## Творчість
Стиль іноді визначають як «нова версія соцреалізму», хоча сама художниця вважає, що тільки працює над становленням стилю, і визначати стиль не є її завданням, хоча у публікаціях іноді називає свій стиль «соціальним реалізмом». На думку мистецтвознавиці Євгенії Моляр художниця «використовує візуальну мову соцреалізму та показує перехід від радянського в пострадянське». Зоя Черкаська-Ннаді вважає, що до 2006 року у творчості займалася «інституційною критикою» — «[м]истецтво, яке займалося внутрішньо мистецькою проблематикою. Про галерею, музей, ринок», — а вже потім повернулася до малювання з натури.
У 2003 році вона презентувала виставку «Колекція юдаїки» (івр. קולקציית יודאיקה), на якій демонструвалися провокаційні, саркастичні картини та предмети юдаїки, пов'язані з антисемітськими образами. Серед робіт була золота брошка у формі жовтої зірки, вишита подушка з фігурою вічного жида, та «Аахенська Гаґада», пасхальна Гаґада, розроблена за Гаґадою пташиних голів Виставка викликала багато критики і навіть спонукала члена міської ради від імені партії МАФДАЛ (Національна релігійна партія) звернутися до Генерального прокурора щодо її скасування, але виставка також викликала великий інтерес і отримала високу художню оцінку, а доктор Ґідеон Офрат визнав Черкаську одним із найцікавіших і найвидатніших голосів молодого покоління художників:
|  | Ця виставка поставила Черкаську в перший ряд молодих художників Ізраїлю, адже вона дала великий поштовх до усвідомлення єврейської ідентичності в ізраїльському мистецтві Оригінальний текст (івр.) תערוכה זו העמידה את צ'רקסקי בשורה הראשונה של האמנים הצעירים בישראל, בה במידה שהעניקה תנופה רבה לעיסוק בזהות היהודית באמנות הישראלית‬ |

У 2004 році Черкаська представила виставку «Бал жертв» (англ. נשף הקורבנות), що складалася з серії з десяти скульптур, кожна з яких була присвячена зображенню «жертви» якогось із урядових міністерств. Наприклад, школярка стала жертвою Міністерства освіти, інвалід — жертвою Міністерства охорони здоров'я, в'язень — жертвою Міністерства юстиції тощо. У 2006 році вона представила виставку «Аван-гардісти» (івр. האוונגרדיסטים) із черговою серією пародійно-гротескних скульптур, які цього разу зображували різних професіоналів, таких як викладач, хірург, повія, електрик, кухар тощо.
Пізніше, у 2006 році, її виставка «Живопис дій» (івр. ציור פעולה, англ. Action Painting) була представлена в павільйоні Олени Рубінштейн Тель-Авівського музею мистецтв. Ця виставка спрямувала половину критики та іронії у творчості Черкаської до світу мистецтва й самого мистецтва, а також до досвіду споживання мистецтва в музеях, колекціонерів та практиків мистецтва та ситої буржуазії. Професор Мордехай Омер писав, що Черкаська:
|  | У своїх картинах, що змушують задуматися, вдається перетворити естетичне руйнування в щось естетичне, руйнування живопису в живопис, руйнування мистецтва в мистецтво Оригінальний текст (івр.) מצליחה בציוריה מעוררי הרפלקסיה להפוך את הרס האסתטי לאסתטי, את הרס הציור לציור, את הרס האמנות לאמנות‬ |

У 2010 році Черкаська-Ннаді розпочала роботу над виставкою під назвою «„Правда“», яку представила у 2018 році, на якій зображено досвід життя у радянській дійсності та міграцію. Як і збірка «Радянське дитинство», «Правда» включає сцени з власного досвіду імміграції Черкаської-Ннаді, а також сценарії, які вона зображує як звичайний досвід для тих, хто мігрував із колишнього Радянського Союзу до Ізраїлю тоді. Деякі з цих сцен включають прибуття нових іммігрантів, як на її картині під назвою «Нові жертви», а також перешкоди, з якими ці нові іммігранти стикнулися, намагаючись повністю інтегруватися в єврейський спосіб життя, як можна побачити в «Втрата свідомості для рабина» і «Обрізання дядька Яші». Частина робіт на виставці також зображувала дискримінацію, якої зазнали деякі іммігранти. Черкаська-Ннаді спеціально звертається до деяких стереотипів, що накладаються на «російських» жінок в Ізраїлі, як-от, у її картині під назвою «Алія 1990-х років», яка зображує стереотип «російської повії», або в її картині «Їцик», де не тільки зображено стереотипну «російську» жінку — тендітну, біляву, світлошкіру — але також зображено дуже стереотипного чоловіка-мізрахі, включаючи смагляву шкіру, великий ніс і товсті губи. Картина була предметом великої критики через зображення обох груп людей, але картина мала на меті відобразити звичку до стереотипів, яка мала місце в Ізраїлі в той час.
2015 року Черкаська-Ннаді створила збірку творів із повсякденними сценами, які вона спостерігала протягом свого дитинства в Радянській Україні. Роботи відображають особливості її власного дитинства, наприклад, вечірнє виглядання повернення матері з роботи, і більш загальні норми радянського життя того часу: тісні квартири, в яких жило багато людей; традиційну їжу на першотравневі свята. «Це дитинство, тож навіть якщо це щось неприємне, ви згадуєте його з якоюсь ностальгією», — прокоментувала художниця. Черкаська-Ннаді була онукою директора магазину, а її дядя був м'ясником, тож у неї був доступ до більшої кількості продуктів, ніж у багатьох її однолітків. Це можна помітити в деяких її роботах, пов'язаних із їжею, як-от, «Перше травня» та «Помідори». Черкаська-Ннаді працювала над цією збіркою, коли була вагітна першою дитиною, тож художниця вважає, що це сприяло теплоті творів.

### «Новий Барбізон»
У 2010[а] році Зоя Черкаська разом із ще чотирма художницями створила групу «Новий Барбізон», назва якої утворена від імені умовної групи французьких художників-пейзажистів XIX століття, які малювали пейзажі з природи, релістично, не у стінах художніх майстерень. Після заснування митці групи, усі вихідці з країн колишнього Радянського Союзу з класичною художньою освітою, які емігрували до Ізраїлю в 1990-х роках, реалістично, з чіткою образною мовою та згуртованою позицією щодо соціальних питань, заявили про свої спільні наміри:
|  | Так само, як художники зі школи Барбізона, ми вийшли зі студійного простору в міські джунглі. У своїх роботах ми повертаємося до реальності, якій роками не приділялася увага сучасного мистецтва і тепер вимагає нової інтерпретації Оригінальний текст (івр.) ממש כמו הציירים מאסכולת ברביזון, יצאנו מחללי הסטודיו שלנו אל תוך הג'ונגל העירוני. בעבודות שלנו אנחנו שבות למציאות, אשר במשך שנים לא קיבלה תשומת לב באמנות העכשווית וקוראת עכשיו לפרשנות חדשה‬ |

Мистецький критик Рон Бартош (івр. רון ברטוש) зазначив, що:
|  | П’ятеро художниць покинули майстерню не заради невинного і мирного творіння на лоні природи та у загальній реальності місця і часу (хоча це теж іноді присутнє), як це мається на увазі в їхній заяві, але заради точок соціально-політичного тертя і комплексних потреб, які поточна реальність забезпечує, точно як це зробили первинні соціальні реалісти [художники групи Барбізон]. У місцях, що є занедбані, етнічно змішані, суперечливі і дискусійні, саме там ви знайдете цих художниць, і саме прості люди, біженці, іммігранти та наймані працівники з «тут» і «тепер» наповнюють їхні картини. |

חמש הציירות לא יצאו את הסטודיו לשם יצירה תמימה ושלווה בחיק הטבע והמציאות הכללית של המקום והזמן (אף שגם שזו קיימת לעתים) כפי שמשתמע בהצהרתן, אלא לנקודות החיכוך החברתיות והפוליטיות ואל תחומי המצוקות המורכבות שמספקת המציאות האקטואלית דהיום, כשם שעשו הריאליסטנים-החברתיים דאז. במקומות המוזנחים, המעורבים מבחינה אתנית, השנויים במחלוקת והנתונים על סדר היום, שם תמצאו את הציירות, ופשוטי העם, הפליטים, המהגרים והפועלים של ה"כאן" וה"עכשיו" הם שמאכלסים את ציוריהן.
Група «Новий Барбізон» експонувалася в Музеї сучасного мистецтва Бат-Яма, Музеї сучасного мистецтва в Пермі (Росія), Негевському художньому музеї, Хайфському художньому музеї, музеї Бар Давіда в кібуці Барам, галереї Розенфельда, а також представили багато проєктів у громадських місцях та альтернативних просторах.

### «До і після»
2022 року на базі картин із серії «Радянське дитинство» Зоя Черкаська почала творити цикл робіт із відображенням поточних подій в Україні після відкритого воєнного нападу РФ на Україну 24 лютого 2022 року, публікуючи роботи на своїй сторінці у Фейсбуці.

### Вибрані персональні виставки

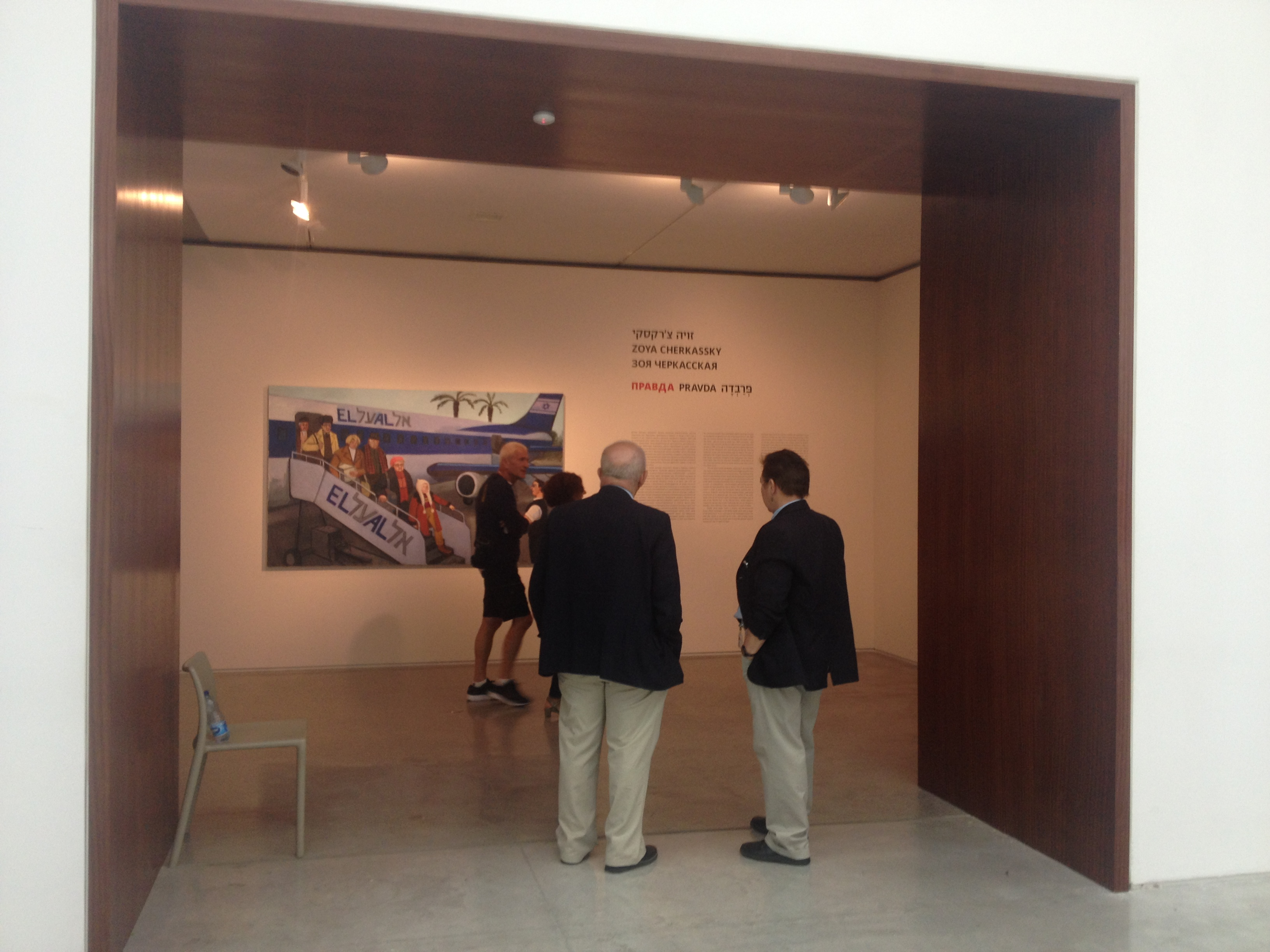
Вхід на персональну виставку «Правда» (פרבדה) в Музеї Ізраїлю (2018)

- 2020 — «Ідеї на папері» (івр. רעיונות על נייר), Галерея Розенфельда, Тель-Авів[25]
- 2019 — «Радянське дитинство» (англ. Soviet Childhood), Форт Ґансеворт, Нью-Йорк[26][б]
- 2018 — «„Правда“» (івр. פרבדה), Музей Ізраїлю, Єрусалим[27]
- 2014 — «Нова виставка» (івр. תערוכה חדשה), Галерея Розенфельда, Тель-Авів[28]
- 2014 — «Нове африканське мистецтво» (англ. New African Art), Галерея Circle1, Берлін
- 2013 — «У центрі уваги — скульптура» (івр. זרקור על פיסול), Галерея Розенфельда, Тель-Авів[29]
- 2012 — «2011» (з Анною Лукашевською), Галерея Розенфельда, Тель-Авів[30]
- 2008 — «Ольга Свіблова — лайно, або Кінець критичного дискурсу» (з Авдієм Тер-Оганьяном), Галерея Ґельмана, Москва[31]
- 2008 — Два проєкти: «Вибух на фабриці локшини» (івр. פיצוץ במפעל האיטריות) та «Поезія революції» (івр. שירת המהפיכה), Галерея Розенфельда, Тель-Авів[32]
- 2007 — «Відмова і постання» (івр. סירוב ומרי), Будинок художників у Берліні, Берлін
- 2006 — «Аван-гардісти» (івр. האוונגרדיסטים), Галерея Розенфельда, Тель-Авів[33]
- 2006 — «Живопис дій» (івр. ציור פעולה), Павільйон Олени Рубінштейн, Тель-Авівський музей мистецтв, Тель-Авів[3]
- 2004 — «Бал жертв» (івр. נשף הקורבנות), Галерея Розенфельда, Тель-Авів[34]
- 2003 — «Колекція юдаїки» (івр. קולקציית יודאיקה), Галерея Розенфельда, Тель-Авів[35]
- 2001 — «Байдужий красень» (івр. היפהפה האדיש), Галерея Розенфельда, Тель-Авів
- 1999 — «Kraftwerk» (з Руті Немет), Фонд Генріха Белла, Тель-Авів
- 1996 — «Два шотландця в лісі» (івр. שני סקוטיים ביער), галерея Сканк, Тель-Авів

### Ілюстрації дитячих книжок
- Тамар Вайс Ґабай, «Талі з-під столу» (івр. טלי מתחת לשלחן), видавництво «Кінерет Змора Двір», 2019.
- Ґаля Оз, «Пан Сімха і Сассон» (івр. אדון שמחה וששון), видавництво «Кінерет Змора Двір», 2019.
- Меїр Візелтір, «Пісні для мудрих дівчат» (івр. שירים לילדות נבונות), видавництво «Ахузат Бейт», 2018.
- Ґаля Оз, «Коли наш кіт полюбить нас?» (івр. מתי כבר החתול שלנו יאהב אותנו?), видавництво «Кінерет Змора-Бітан Двір», 2017.

### Вибрані колекції
- Колекція Тель-Авівського музею мистецтв.
- Колекція Музею Ізраїлю, Єрусалим.
- Колекція Єврейського музею, Нью-Йорк.
- Колекція Єврейського музею, Берлін.
- Колекція Єврейського музею, Відень.
- Колекція Дорона Сабаґа, або. Ар. S. Ltd., Тель-Авів.

## Критика
Через суперечливі теми, які Черкаська-Ннаді обговорює у своїй творчості, глядачі мають багато різних думок. У той час як одні глядачі критикують політику, що стоїть за мистецтвом Черкаської-Ннаді, інші критикують саме мистецтво, відчуваючи, що міра, до якої вона коментує суспільство, відволікає від реального мистецтва. Черкаська-Ннаді також отримала неоднозначну реакцію на її зображення Радянського Союзу; деякі критики звинувачують її в зображенні занадто багато бідності та негативу, а інші вважають, що вона недооцінила поганий рівень життя в той час. Черкаська-Ннаді цінує відгуки на її роботу і рада, що вони викликали дискусію на такі важливі теми. Інші критики відзначають спадкоємність образної мови Черкаської-Ннаді з пізньорадянськими мистецькими практиками та необхідність розміщення її творів у ширших концептуальних рамках.

## Нагороди
- 1999 — премія Штайнмана для молодих скульптурів, Герцелійський художній музей;
- 1999 — премія «Юний художник» Міністерства науки, культури і спорту;
- 2000 — стипендія Інґеборґа Бахмана, заснована Ансельмом Кіфером від імені Фонду Вольфа;
- 2004 — премія «Вибрані митці», Фонд за досконалість у сфері культури (IcExcellence);
- 2011 — стипендія на мистецьку резиденцію у Дюссельдорфі, Фонд Дена та Керрі Бруннерів, Культурний фонд округу Північний Рейн-Вестфалія та Інститут Ґьоте (Тель-Авів);
- 2014 — премія «За творче заохочення», Міністерства культури і спорту;
- 2020 — Премія Сандберґа за ізраїльське мистецтво.

## Особисте життя
Зоя Черкаська-Ннаді не вважається єврейкою за релігійним законом за материнською лінією. Вона одружена з Сані Ннаді (івр. סאני נאדי), трудовим мігрантом родом із Нгво, Нігерія. У них є дочка. Живуть в Рамат-Ґані.
У художниці є сестра, яка переїхала до Ізраїлю з родиною після вторгнення РФ на Україну.

## Виноски
1. 1 2  RKDartists
2. ↑  Радіо Свобода Daily: Путін передумав і не проти «блакитних шоломів» на Донбасі?. radiosvoboda.org. 06.09.2017. Архів оригіналу за 28 квітня 2019. Процитовано 16.04.2022.
3. 1 2 3 4 5 6 7 8 9 10 11  Дмитро Десятерик (13.09.2018). «Живопис завжди був, є й буде прогресивним мистецтвом». day.kyiv.ua. Архів оригіналу за 14 вересня 2018. Процитовано 16.04.2022.
4. 1 2 3 4  Amos Chapple (02.09.2017). Lenin On Linen: An Artist Remembers Her Soviet Childhood (англ.) . Архів оригіналу за 11 листопада 2019. Процитовано 09.04.2022.
5. 1 2  Катерина Яковленко (23.10.2018). Євгенія Моляр: “Музей не обов’язково має возвеличувати, музей може бути критичним”. Архів оригіналу за 11 липня 2020. Процитовано 09.04.2022.
6. 1 2  Андрей Лубенский (24.12.2018). Художница Зоя Черкасская-Ннади: Декоммунизация — это полное безумие (рос.) . Архів оригіналу за 16 листопада 2019. Процитовано 09.04.2022.
7. 1 2 3 4  Shaul Setter (30.01.2018). Painter Zoya Cherkassky, Israel's Eternal Dissident, Is Embraced by an Unlikely Institution (англ.) . Гаарец. Архів оригіналу за 21 березня 2022. Процитовано 13.04.2022.
8. 1 2 3  Natalya Azarenko. До и после. Пронзительный цикл картин Зои Черкасской об Украине (рос.) . arthive.com. Процитовано 16.04.2022.
9. 1 2 3  Zoya Cherkassky paints her truth in first solo Israel Museum exhibition (англ.) . timesofisrael.com. 18.01.2018. Архів оригіналу за 25 травня 2020. Процитовано 16.04.2022.
10. ↑  דליה קרפל (06.04.2004). חג הקורבן של זויה (івр.) . Гаарец. Процитовано 13.04.2022.
11. 1 2  Елена Запасски (01.04.2015). В гостях у Зои Черкасски (рос.) . Beinisrael.com. Архів оригіналу за 9 серпня 2020. Процитовано 16.04.2022.
12. 1 2 3  Маша Авербух / מאשה אברבוך (12.11.19). "אני מרגישה שהתביעה נגדי היא חלק ממגמת השתקה מצד אנשי ימין" (івр.) . ha-makom.co.il. Архів оригіналу за 8 серпня 2020. Процитовано 09.04.2022.
13. ↑  נעמה ריבה (12.11.2019). האמנית זויה צ'רקסקי תפצה מרצה בבצלאל שהאשימה בגזענות ב–30 אלף שקל‬ (івр.) . Гаарец. Архів оригіналу за 13 листопада 2019. Процитовано 13.04.2022.
14. 1 2  Зоя Черкасская-Ннади: "Рада, когда мое искусство задевает". Интервью (рос.) . newsru.co.il. 04.05.2017. Процитовано 16.04.2022.
15. ↑  Алла Борисова (22.01.2018). Зоя Черкасская: "Я примерила роль "рупора правды" (рос.) . relevantinfo.co.il. Архів оригіналу за 15 листопада 2019. Процитовано 17.04.2022.
16. ↑  דיאנה דלאל, דניס סולובייב-פרידמן, קולקציית יודאיקה, מוזיאון ישראל, ירושלים, 2004.
17. ↑  גדעון עפרת, אופקים רחבים: 120 שנות אמנות ישראלית, קרן וינה-ירושלים לאמנות ישראלית, ירושלים, 2013, עמ' 344.
18. ↑  אלן גינתון, דורית לויטה-הרטן, ציור פעולה, מוזיאון תל אביב, 2006.
19. ↑  מרדכי עומר, בתוך: אלן גינתון, דורית לויטה-הרטן, ציור פעולה, מוזיאון תל אביב, 2006, עמ' 7.
20. 1 2  Cherkassy-Nnadi, Zoya; צ׳רקסקי, זויה. (2018). Pravdah = Pravda = Pravda. Mendelsohn, Amitai,, מנדלסון, אמיתי., Muzeʼon Yiśraʼel (Jerusalem),, מוזיאון ישראל (ירושלים) (вид. Mahadurah rishonah). Yerushalayim. ISBN 978-965-278-478-0. OCLC 1081015358.
21. ↑  Naylor, Aliide (25 вересня 2015). Postcards from a Soviet Childhood. Read Russia (англ.) . Архів оригіналу за 7 липня 2019. Процитовано 11 травня 2020. It’s childhood so even if it’s something unpleasant you remember it with some sort of nostalgia
22. ↑  NEW BARBIZON. About (англ.) . Архів оригіналу за 2 грудня 2018. Процитовано 13.04.2022.
23. ↑  רון ברטוש, "קבוצת הברביזון החדש: ריאליזם חברתי דהיום", הברביזון החדש בברעם, מוזיאון בר-דוד, קיבוץ ברעם, 2014, עמ' 5–12.
24. ↑  קבוצת הברביזון החדש: ריאליזם-חברתי דהיום (івр.) . 02.12.2014. Архів оригіналу за 27 січня 2020. Процитовано 24.04.2022.
25. ↑  Zoya Cherkassky. Rough Ideas (англ.) . rg.co.il. Архів оригіналу за 1 січня 2021. Процитовано 16.04.2022.
26. 1 2  Soviet childhood (англ.) . fortgansevoort.com. Архів оригіналу за 17 січня 2021. Процитовано 16.04.2022.
27. ↑  Zoya Cherkassky. Pravda (англ.) . imj.org.il. Архів оригіналу за 13 квітня 2020. Процитовано 16.04.2022.
28. ↑  Zoya Cherkassky. New Exhibition (англ.) . rg.co.il. Архів оригіналу за 29 квітня 2020. Процитовано 16.04.2022.
29. ↑  Spotlight on Sculpture: Zoya Cherkassky (англ.) . rg.co.il. Архів оригіналу за 29 квітня 2020. Процитовано 16.04.2022.
30. ↑  2011 (англ.) . rg.co.il. Архів оригіналу за 29 квітня 2020. Процитовано 16.04.2022.
31. ↑  Olga Sviblova is Shit, or the End of the Critical Discourse (англ.) . old.guelman.ru. 20.05.2008. Процитовано 16.04.2022.
32. ↑  Zoya Cherkassky. 2 projects, Revolution Song, Explosion at the Pasta Factory (англ.) . rg.co.il. Архів оригіналу за 30 квітня 2020. Процитовано 16.04.2022.
33. ↑  Zoya Cherkassky. The Avant-Gardists (англ.) . Архів оригіналу за 29 квітня 2020. Процитовано 16.04.2022.
34. ↑  Zoya Cherkassky. La Bal des Victimes (англ.) . Архів оригіналу за 29 квітня 2020. Процитовано 16.04.2022.
35. ↑  Zoya Cherkassky. COLLECTIO JUDAICA (англ.) . Архів оригіналу за 29 квітня 2020. Процитовано 16.04.2022.
36. ↑  Moshkin, Alex (2 вересня 2019). Post-Soviet Nostalgia in Israel? Historical Revisionism and Artists of the 1.5 Generation. East European Jewish Affairs. 49 (3): 179—199. doi:10.1080/13501674.2019.1715723. ISSN 1350-1674. S2CID 216598824.
37. ↑  Gershenson, Olga (2019). A Dancing Russian Bear. Shofar. 37 (2): 71—80. doi:10.5703/shofar.37.2.0071. ISSN 0882-8539. JSTOR 10.5703/shofar.37.2.0071. S2CID 197926707. Архів оригіналу за 16 квітня 2022. Процитовано 16 квітня 2022.
38. ↑  Zoya Cherkassky-Nnadi: New African Art (4.4 – 10.5) – CIRCLE1 (амер.). Архів оригіналу за 16 квітня 2021. Процитовано 20 березня 2022.
39. ↑  Painter Zoya Cherkassky, Israel's Eternal Dissident, Is Embraced by an Unlikely Institution. Haaretz (англ.). Архів оригіналу за 21 березня 2022. Процитовано 20 березня 2022.
40. ↑  Zoya Cherkassky (англ.) . artsource.online. Архів оригіналу за 10 серпня 2020. Процитовано 13.04.2022.
41. ↑  Zoya Cherkassky. Soviet Childhood #1 (англ.) . rg.co.il. Архів оригіналу за 29 квітня 2020. Процитовано 16.04.2022.
42. ↑  Zoya Cherkassky. Soviet Childhood (англ.) . fortgansevoort.com. Архів оригіналу за 16 квітня 2022. Процитовано 16.04.2022.